# Paris-Roubaix de 1923

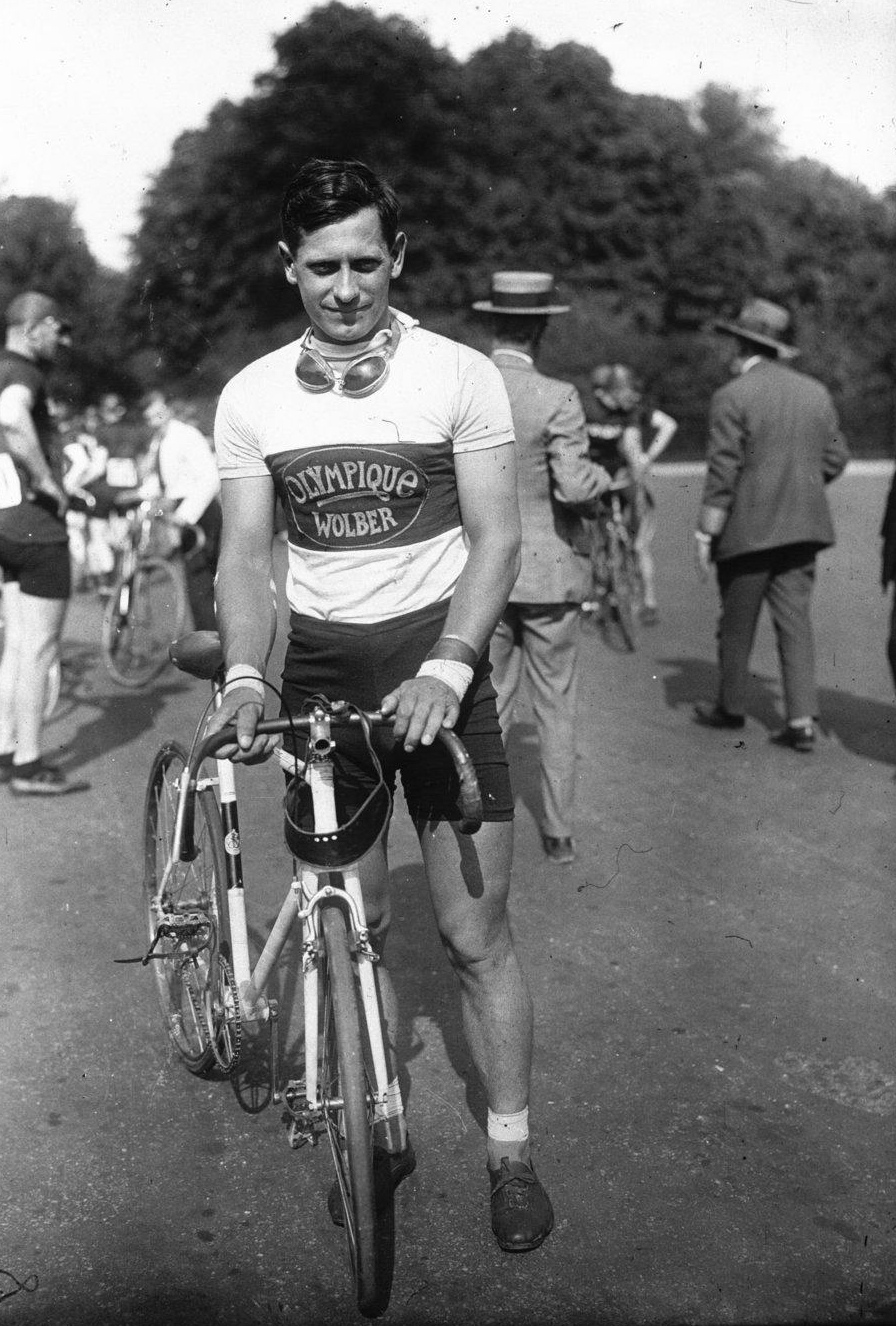
Henri Suter em 1926

A 24.ª Paris-Roubaix teve lugar a 1 de abril de 1923 e foi vencida pela suíço Henri Suter. Pela primeira vez na história não teve um francês no pódium da Paris-Roubaix.

## Classificação final
| Posição | Ciclista                | Equipa                  | Tempo                   |
| ------- | ----------------------- | ----------------------- | ----------------------- |
| 1       | Henri Suter             | Gurtner                 |                         |
| 2       | René Vermandel          | Alcyon                  |                         |
| 3       | Félix Sellier           | Alcyon                  |                         |
| 4       | Theo Beeckman           | Griffon                 |                         |
| 5       | Charles Lacquehay       | JB Louvet               |                         |
| 6       | Marcel Huot             | Griffon                 |                         |
| 7       | doze ciclistas ex aequo | doze ciclistas ex aequo | doze ciclistas ex aequo |